# Gornja Rašenica
Gornja Rašenica is een plaats in de gemeente Grubišno Polje in de Kroatische provincie Bjelovar-Bilogora. De plaats telt 115 inwoners (2001).